# 10Y busz (Ajka)
Az ajkai 10Y jelzésű autóbusz a Móra Ferenc utca és az Alsócsinger megállóhelyek között közlekedik. A vonalat a Volánbusz üzemelteti.

## Közlekedése
Csak munkanapokon közlekedik, a délutáni csúcsidőben és késő este. Egy járat Alsócsinger felé, a Vasútállomás után az Erőmű, bejárati út érintésével közlekedik.

## Útvonala
| Alsócsinger felé | Móra Ferenc utca felé |
| --- | --- |
| Móra Ferenc utca – Móra Ferenc utca – Ifjúság utca – Sport utca – Gyár utca – Rákóczi Ferenc utca – Deák Ferenc utca – Alkotmány utca – Vasútállomás – Alkotmány utca – Csingeri út – Bartók Béla utca – Feketegyémánt utca – Vájár utca – Felsőcsingeri út – Alsócsinger | Alsócsinger – Vájár utca – Feketegyémánt utca – Bartók Béla utca – Csingeri út – Alkotmány utca – Vasútállomás – Alkotmány utca – Deák Ferenc utca – Rákóczi Ferenc utca – Gyár utca – Sport utca – Ifjúság utca – Móra Ferenc utca – Móra Ferenc utca |

## Megállóhelyei
Az átszállási kapcsolatok között a 10-es busz nincs feltüntetve!
| 0  | 0  | Móra Ferenc utca         | 23 | 4, 12     | Borsos Miklós Általános Iskola |
| 1  | 1  | Sport utca               | 22 | 4, 12     | Bányász sporttelep, SPAR Áruház |
| 3  | 2  | Deák Ferenc utca         | 20 | 4         | |
| 4  | 3  | Fürst Sándor utca        | 19 | 4         | |
| 5  | 4  | Timföldgyár, bejárati út | 18 | 4         | Ajkai Timföldgyár |
| 6  | 5  | Rákóczi Ferenc utca      | 17 | 4         | Ajkai Járásbíróság, Vörösmarty Mihály Általános Iskola                                                                                            |
| 7  | 6  | Üveggyár                 | 16 | 1, 12, 14 | Helyközi autóbusz-állomás, Ajka Kristály Üveggyár, Mentőállomás, Rendőrkapitányság, Vásárcsarnok, Vörösmarty Mihály Általános Iskola és Gimnázium |
| 8  | 7  | Vasútállomás             | 15 | 1, 12, 14 | Ajka |
| 10 | 8  | Üveggyár                 | 13 | 1, 12, 14 | Helyközi autóbusz-állomás, Ajka Kristály Üveggyár, Mentőállomás, Rendőrkapitányság, Vásárcsarnok, Vörösmarty Mihály Általános Iskola és Gimnázium |
| 12 | 10 | Somogyi Béla utca        | 11 | 1         | |
| 13 | 11 | Jószerencsét utca        | 10 | 1         | |
| 14 | 12 | Kenyérgyár               | 9  | 1         | Kenyérgyár |
| 15 | 13 | Bódé, posta              | 8  | 1         | Szűzanya Szeplőtelen Szíve templom |
| 17 | 14 | Bartók Béla utca         | 6  | 1         | |
| 18 | 15 | Jókai bánya, elágazás    | 5  | 1         | |
| 20 | 17 | Gárdonyi Géza utca       | 3  | 1         | Szent István király templom |
| 21 | 18 | Völgy büfé               | 2  | 1         | |
| 22 | 19 | Felsőcsingeri út         | 1  | 1         | |
| 23 | 20 | Alsócsinger              | 0  | 1         | |